# サケ (コンゴ民主共和国)
サケ（フランス語: Sake）は、コンゴ民主共和国北キヴ州の町。キヴ湖の北西端、州都ゴマの西北西25キロメートル、国道2号線沿いに位置する。人口は17,151人（2004年推定）。
西リフト・バレーの底の火山性溶岩平野の端に位置し、標高は約1,500メートルである。溶岩は25キロメートル北西のニアムラギラ山とニーラゴンゴ山、およびこれらの火山の割れ目から流れ出ている。衛星画像によるとサケの東7キロメートルには多数の火山の円錐が写っている。近年は溶岩流が国道2号線の一部を覆い、湖に到達し1平方キロメートル未満の小さな湖を形成しているのが確認できる。隣接する約40平方キロメートルの湾は、溶岩によって幅160メートルの水路を残して湖から切り離されている。

## 歴史
1990年代の大湖地域の難民危機ではルワンダからの難民を受け入れたほか、2002年のニーラゴンゴ山の噴火から逃れてきたゴマの住民も受け入れた。
2006年8月、政府軍とローラン・ンクンダ率いる反政府勢力の激しい衝突により、数千人のサケの住民が避難を余儀なくされた。大統領選挙の決選投票結果を最高裁判所が裁定する前日の11月25日、攻勢をかけた両者の戦闘により1万5000人から2万人が避難した。戦闘は翌朝には沈静化したとみられている。
2013年7月より、国際連合コンゴ民主共和国安定化ミッションの介入旅団の駐屯地が置かれている。
2025年1月23日、政府軍と反政府勢力3月23日運動（M23）の激しい戦闘が繰り広げられ、M23はサケの制圧を宣言した。同日、サケの前線で政府軍を指揮していたペテル・チリムワミ暫定州知事が負傷し、キンシャサに運ばれたものの翌日に死亡が確認された。